# Kuouka

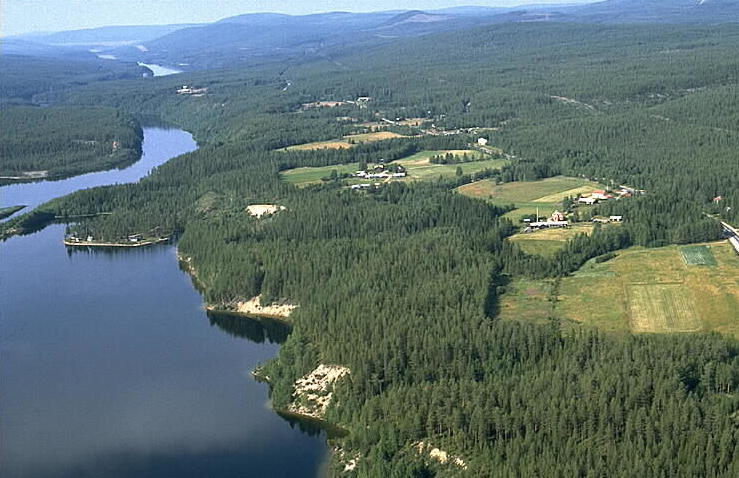
Nedre Kuouka vid Luleälven (Porsidammen).

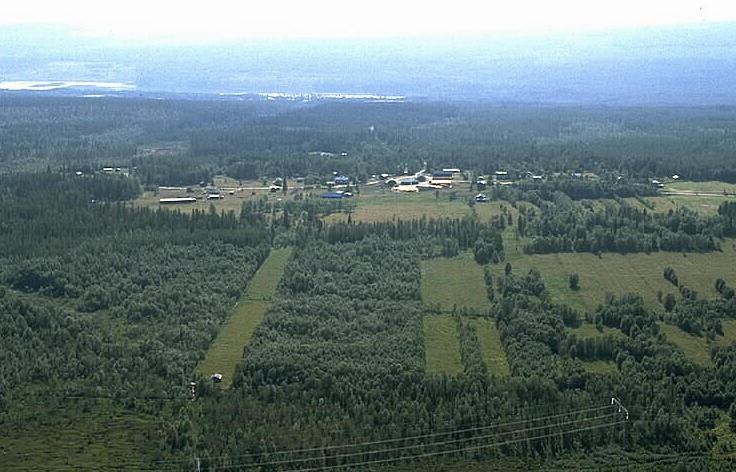
Övre Kuouka.

Kuouka är en by i Jokkmokks kommun, Norrbottens län. Den består av två delar som ligger ungefär två kilometer från varandra, Övre Kuouka och Nedre Kuouka. Byn, som är en av de äldsta i kommunen, kallades fram till 1700-talets slut för Storluleå (tillsammans med Porsi), därefter länge för Överluleå.
Orten är belägen på norra sidan om Porsidammen i Stora Luleälven och korsas av norra polcirkeln. I december 2020 fanns det enligt Ratsit tio personer över 16 år registrerade med Kuouka som adress.

## Historia
Området kring Kuouka var ett lappskatteland som i slutet av 1600-talet innehades av samerna Pål Andersson och Pål Paggesson i Sjokksjokks lappby. Vid tinget i Jokkmokk 1689 begärde Anders Eriksson och Henrik Eriksson från Hovlös i Råneå socken att få etablera nybyggen vid Storluleåforsen. Trots samernas protester gav häradsrätten tillstånd till nybygget, eftersom jordbruk och boskapsskötsel inte ansågs hindra samerna i deras traditionella näringar. Nybyggarna skulle även få fånga lax i älven. År 1691 tillkom två ytterligare nybyggare, Jöns Jönsson från Storsand i nuvarande Bodens kommun och den samiske klockaren Nicolaus Lundius. Nybyggena kallades för Storluleå, vari inbegreps både Kuouka och Porsi. Vid slutet av 1600-talet fanns Jakob Grelsson på det nybygge som sedermera blev känt som Kuouka, medan hans bror Anders Grelsson innehade ett nybygge i Porsi. De var söner till en av de tidigaste nybyggarna i Gällivare socken, Grels Matsson från Österbottens län i Finland. Mot slutet av 1700-talet kallades Kuouka för Överluleå, till skillnad från Porsi som kallades Ytterluleå. I likhet med Porsi hade Kuouka länge en finsk karaktär, och ännu 1797 uppgav bergsrådet Carl Magnus af Robson att ingen i byn talade svenska. Vid avvittringen 1890 och efterföljande laga skifte användes både namnen Kuouka och Överluleå i handlingarna. Efter avvittringen växte byn kraftigt, och en del av befolkningen flyttade ned till älven, där det uppstod en ny by, Nedre Kuouka, som blev lika stor som den första. Den äldre delen kallades därefter för Övre Kuouka.